# Imola (Hungria)
Imola é um município da Hungria, situado no condado de Borsod-Abaúj-Zemplén. Tem 18,12 km² de área e sua população em 2015 foi estimada em 87 habitantes.